# Santiago Idígoras
Santiago Idígoras Bilbao (Oñati, 24 luglio 1953) è un ex calciatore spagnolo, di ruolo attaccante.

## Carriera

### Club
Ha giocato nel campionato spagnolo e messicano.

### Nazionale
Con la maglia della nazionale ha giocato la sua unica partita nel 1977.

## Statistiche

### Cronologia presenze e reti in nazionale
| Cronologia completa delle presenze e delle reti in nazionale ― Spagna | Cronologia completa delle presenze e delle reti in nazionale ― Spagna | Cronologia completa delle presenze e delle reti in nazionale ― Spagna | Cronologia completa delle presenze e delle reti in nazionale ― Spagna | Cronologia completa delle presenze e delle reti in nazionale ― Spagna | Cronologia completa delle presenze e delle reti in nazionale ― Spagna | Cronologia completa delle presenze e delle reti in nazionale ― Spagna | Cronologia completa delle presenze e delle reti in nazionale ― Spagna |
| Data                                                                  | Città                                                                 | In casa                                                               | Risultato                                                             | Ospiti                                                                | Competizione                                                          | Reti                                                                  | Note                                                                  |
| --------------------------------------------------------------------- | --------------------------------------------------------------------- | --------------------------------------------------------------------- | --------------------------------------------------------------------- | --------------------------------------------------------------------- | --------------------------------------------------------------------- | --------------------------------------------------------------------- | --------------------------------------------------------------------- |
| 9-2-1977                                                              | Dublino                                                               | Irlanda                                                               | 0 – 1                                                                 | Spagna                                                                | Amichevole                                                            | -                                                                     | 46’                                                                   |
| Totale                                                                |                                                                       | Presenze                                                              | 1                                                                     |                                                                       | Reti                                                                  | 0                                                                     |                                                                       |

## Palmarès

### Club

#### Competizioni nazionali
- Campionato spagnolo: 1

Real Sociedad: 1980-1981